# ウエハーレベルCSP

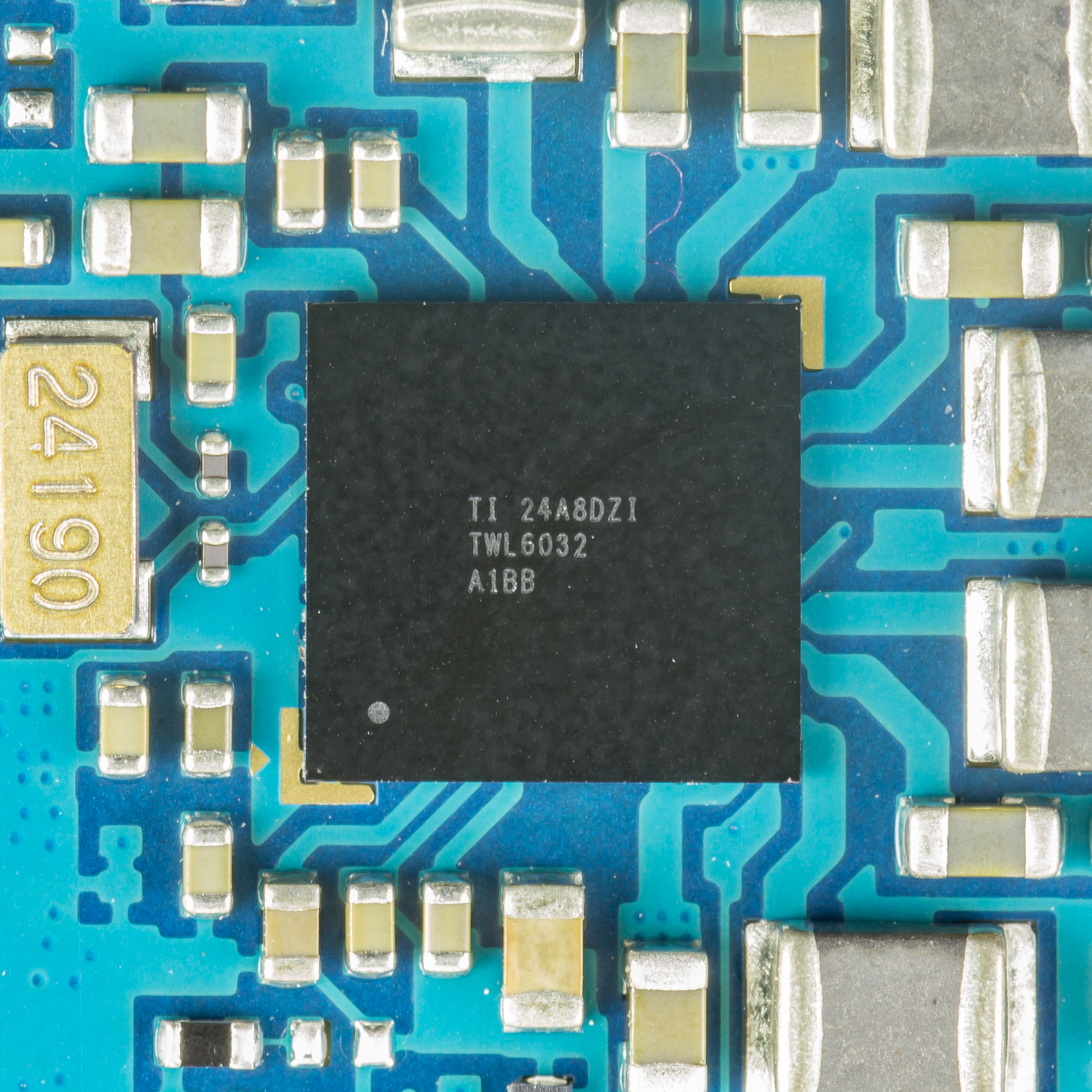
Texas Instruments TWL6032

ウエハーレベルCSP (英: wafer level chip size package) とは、半導体部品のパッケージ形式のひとつであり、ボンディング・ワイヤーによる内部配線を行なわず、半導体の一部が露出したままの、ほぼ最小となる半導体パッケージであり、広義のフリップチップである。プリント基板上に単体の高集積度半導体を表面実装する時に小さな占有面積で済ませられる。最近では、FOWLPと区別するためにFIWLP（英: fan in wafer level package）とも呼ばれる。
「CSP」（英: chip size package）と云う名前の通り、半導体のダイとも呼ばれるベアチップ大のパッケージであり、「ウエハーレベル」とは、外部端子や封止樹脂といった通常はベアチップへ行なう加工処理をウエハーからチップを切り出す前のウエハーの段階で済ませる事を意味している。

## 加工順序
- 多くのプロセス処理（前工程）（CSP以外のパッケージではこの後にダイを切り出す）
- 再配線層形成
- バンプ形成
- 検査
- 切り出し[2][3]

## 構造

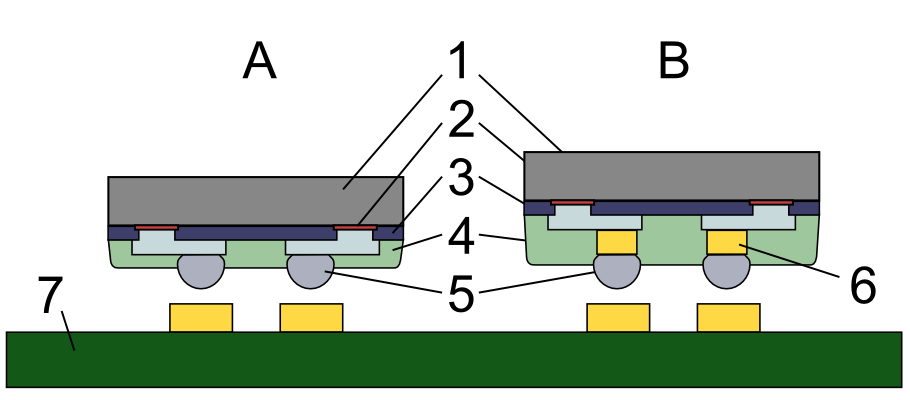
A.再配線型 B.応力緩和型
1.ベアチップ 2.端子パッド 3.パッシベーション層 4.封止樹脂 5.はんだボールなど 6.銅バンプ 7.プリント基板

ウエハーレベルCSPの構造は、基本となる再配線型と応力緩和型の2種類がある。
再配線型
プロセス処理（前工程）を終えたウエハーの半導体回路表面の端子パッドは、パッシベーション層の開口部を通して開放されている。通常のパッケージではダイシングされることでベアチップになった後でボンディングによって接続されるが、ウエハーレベルCSPではダイシング前に接続構造がダイの上に構築される。回路表面の端子パッドにアルミニウムの再配線層を形成し、再配線層上の接続部を残して封止樹脂で表面を封止する。接続部に半球状のはんだバンプ等を付ける。
応力緩和型
再配線型では実装後にプリント基板側とベアチップが温度変化で伸び縮みする時に両者の熱膨張係数の違いから生じる応力によって、接続部分が障害を受ける可能性があり、この問題を改善して信頼性を高めたのが応力緩和型である。再配線型では再配線層の接続部にはんだバンプ等を付けたが、応力緩和型ではその接続部に銅のバンプをメッキ形成してからその上に半球状のはんだバンプ等を付ける。柔らかい銅の層が基板とベアチップとの間に新たに加わることで、温度変化による応力を吸収できる。
ベアチップの電気的な接続部となる外部端子は、はんだバンプの他にも、金バンプがあり、プリント基板側も銅配線で受けるものから、はんだ、銀ペースト、ACF（英: anisotropic conductive film、異方性導電膜）を使うものがある

## 配線の実効インダクタンス比較
ウエハーレベルCSPには、実装面積が縮小できる他にも、配線の実効インダクタンスも削減できる利点がある。以下にQFPとBGA、ウエハーレベルCSPとの比較を示す。
|            | QFP      | BGA     | ウエハーレベルCSP |
| ---------- | -------- | ------- | ----------------- |
| ワイヤ     | 2.5-3.0  | 2.0-3.0 |                   |
| ワイヤ以外 | 5.5-9.5  | 2.0-4.5 | 0.5-3.5           |
| 合計       | 8.0-12.5 | 4.0-7.5 | 0.5-3.5           |
ダイの端子パッドと実装側基板のパターン直前までのあいだをワイヤとワイヤ以外で計測した。